# Onze-Lieve-Vrouw van Zeven Smartenkerk (Haalderen)
De Onze-Lieve-Vrouw-van-Zeven-Smartenkerk is de parochiekerk van Haalderen, in de Nederlandse gemeente Lingewaard, gelegen aan de Van der Mondeweg 24.

## Geschiedenis
De uit Friesland afkomstige Taeke Rientses van der Weij, kapelaan in Vianen, kreeg in 1929 de opdracht in Haalderen een nieuwe parochie en kerk te stichten. De parochie werd gewijd aan Maria, Onze-Lieve-Vrouw van Smarten. Van der Weij had contact met architect Hendrik Willem Valk, die een kerkgebouw ontwierp in de stijl van de Friese kruisvormige kerken, met zadeldaktoren. Van der Weij zamelde vanuit het hele land geld in en schakelde de lokale bevolking in voor het maken van de handvormstenen (moppen) voor het gebouw. De kerk kon in april 1933 door aartsbisschop Joannes Jansen worden gewijd, Van der Weij werd de eerste pastoor van de parochie. Joep Nicolas ontwierp glas-in-loodramen voor de kerk, die de Zeven Smarten van Maria tonen.
In september 1944, in de nasleep van Operatie Market Garden, werd de kerk opgeblazen. Opbouw vond plaats in 1946-1947, waarna in juli 1949 de kerk officieel opnieuw in gebruik werd genomen. De toren en pastorie werden in de jaren 1950 herbouwd. In 1952 kreeg Van der Weij bij diens veertigjarig priesterjubileum van de parochianen nieuwe glas-in-loodramen aangeboden. Max Weiss maakte deze naar het oorspronkelijk ontwerp van Nicolas.

## Gebouw
|                                                |  |  |
| Detail van de kerk (links) en achterzijde koor |  |  |

De kerk is een driebeukige kruisbasiliek met pseudotransept en zadeldaktoren. Het gebouw is opgetrokken in roodbruine steen en gedekt met rode pannen. De glas-in-loodramen in het koor en transept werden ontworpen door Joep Nicolas. In de kerk staat een Piëta (1997) van Joop Puntman.
De kerk en de naastgelegen pastorie zijn beide aangewezen als gemeentelijk monument. Achter de kerk ligt het dierenpark, waarachter de roomse begraafplaats is aangelegd.

## Meer lezen
- Wismans, Joop (1993), Boekje ter gelegenheid van het 60-jarig bestaan van de parochie Onze Lieve vrouw van Zeven Smarten te Haalderen, uitgegeven in Haalderen. Met illustraties van Joop Puntman.[4]